# Clase Round Table
La clase Round Table, también conocida como clase Sir Bedivere, es una serie de seis buques logísticos de desembarco construidos por el Reino Unido en la década de 1960.

## Historia
En 1961, el Ministerio de Transporte ordenó el diseño de un buque destinado a reemplazar al Mark 8 Landing Craft Tank. El prototipo fue construido por Fairfield Shipbuilding and Engineering. En 1963, se decidió construir un total de cinco unidades, que serían llamadas en honor a los caballeros de la Mesa Redonda. El prototipo se llamó RFA Sir Lancelot.
A fines de la década de 1970, Australia diseñó una versión mejorada de la clase Round Table. El buque entró en servicio en 1980 como HMAS Tobruk. Desplazaba 5800 t y tenía 127 m de eslora, 18,3 m de manga y 4,9 m de calado.
Durante la guerra de las Malvinas, librada contra la Argentina, los seis buques clase Round Table integraron la flota expedicionaria al Atlántico Sur. El 24 de mayo de 1982, el RFA Sir Lancelot fue dañado por una bomba sin explotar y el RFA Sir Bedivere ligeramente averiado. Durante el ataque aéreo de bahía Agradable del 8 de junio de 1982, aviones A-4 Skyhawk argentinos bombardearon al RFA Sir Galahad y al RFA Sir Tristram. El primero fue hundido por los propios británicos tras el fin del conflicto y el segundo fue recuperado en Gran Bretaña.

## Características
El buque clase Round Table tiene un desplazamiento ligero de 3270 t y 5674 t a carga plena. Su eslora mide 115,8 m —125,1 m en otros casos—, su manga 19,6 m y su calado 4,3 m. Es propulsado por dos motores diésel de 9400 bhp de potencia que transmiten a dos hélices. Puede desarrollar una velocidad de 17 nudos y marchar 8000 millas a 15 nudos.
Su tripulación totaliza 68 efectivos. Tiene la capacidad de alojar 534 tropas, 16 tanques de batalla principales, 34 vehículos y operar con helicópteros. Como armamento, carga dos cañones de calibre 40 mm.

## Unidades
Se construyeron seis unidades.
| Unidad                    | Alta            | Baja            | Destino                                                  |
| Diseño original           | Diseño original | Diseño original | Diseño original                                          |
| ------------------------- | --------------- | --------------- | -------------------------------------------------------- |
| RFA Sir Bedivere (L3004)  | 1967            | 2009            | Vendido a Brasil, en servicio.                           |
| RFA Sir Galahad (L3005)   | 1966            | 1982            | Perdido en la guerra de las Malvinas                     |
| RFA Geraint (L3027)       | 1967            | 2003            | Desguazado                                               |
| RFA Sir Lancelot (L3029)  | 1964            | 1989            | Vendido, en servicio hasta su retiro y desguace en 2008. |
| RFA Sir Percivale (L3036) | 1968            | 2004            | Desguazado                                               |
| RFA Sir Tristram (L3505)  | 1967            | 2005            | Baja                                                     |
| Diseño modificado         |                 |                 |                                                          |
| HMAS Tobruk (L-50)        | 1981            | 2015            | Baja                                                     |
| RFA Sir Galahad (L3005)   | 1985            | 2007            | Vendido a Brasil                                         |